# Монцамэ
Монцамэ (монг. Монцамэ, англ. Montsame), полное название — Национальное информационное агентство МОНЦАМЭ (монг. Үндэсний Мэдээллийн МОНЦАМЭ Агентлаг,, англ. MONTSAME: Mongolian National News Agency)) — информационное агентство, является одним из крупнейших в Монголии.
Основано в 1942 году и 1 раз в неделю выпускает газету «Новости Монголии».
Штаб-квартира агентства располагается на площади Чингис хаана в Улан-Баторе.
Сотрудничает с некоторыми другими компаниями, в том числе с российским ФГУП «ИТАР-ТАСС» с 2006 года.

## История
Основано в 1942 году в Улан-Баторе.
Принадлежит правительству Монголии.

## Основные данные
Главный офис агентства находится в Улан-Баторе. Агентство входит в состав Государственного комитета Совета министров Монголии по информации, радиовещанию и телевидению. Снабжает печать, радио и телевидение Монголии информацией о внутренней и международной жизни.

## Газета
Издаются еженедельные газеты на старомонгольском /Хүмүүн бичиг/, на русском «Новости Монголии», на английском "Монгол мессенджер", на китайском и японском языках. Также издаются информационные бюллетени на монгольском, английском и русском  языках. Имеется соглашения о сотрудничестве с агентствами других стран.

## Международное сотрудничество
- Генеральный директор ФГУП «ИТАР-ТАСС» Виталий Игнатенко и директор Телеграфного агентства Монцамэ Дугэрсурэнгийн Ариунболд подписали в Москве в Кремле 8 декабря 2006 года Соглашение о сотрудничестве в области информации.